# Мокроусово (Мокроусовський округ)
Мокроу́сово (рос. Мокроусово) — село, центр Мокроусовського округу Курганської області, Росія.
Населення — 4849 осіб (2010, 4963 у 2002).
Національний склад станом на 2002 рік:
- росіяни — 96 %